# Radio Islam
 (novembre 2014).
Si vous disposez d'ouvrages ou d'articles de référence ou si vous connaissez des sites web de qualité traitant du thème abordé ici, merci de compléter l'article en donnant les références utiles à sa vérifiabilité et en les liant à la section « Notes et références ».
Radio Islam était une station de radio créée en 1987 émettant depuis la Suède et destinée à la dénonciation du sionisme politique d'Israël. Il fut fondé par Ahmed Rami, un officier militaire marocain réfugié en Suède au motif de persécutions pour avoir participé à une tentative de coup d'État contre le roi. 
La station de radio fut souvent accusée de reprendre les pires clichés antisémites en alléguant un complot juif mondial pour subvertir aussi bien l'Orient que l'Occident. Elle a été fermée à plusieurs reprises. Elle reprenait les contenus des livres Jewish History, Jewish Religion, Le Talmud démasqué, Les Mythes fondateurs de la politique israélienne, les Protocoles des Sages de Sion, Mein Kampf, The Thirteenth Tribe et The International Jew. La station de radio fut fermée mais le contenu radicalement antisémite est présent sous la forme d'un site web depuis 1996.